# Университет Аалто (станция метро)
Университет Аалто (фин. Aalto-yliopisto швед. Aalto-universitetet) — одна из восьми станций нового участка Хельсинкского метрополитена. Открыта 18 ноября 2017 года. Располагается на севере района Отаниеми в городе Эспоо между станциями Кейланиеми, до которой 1,4 км, и Тапиола, до которой 1,7 км. Планируемый пассажиропоток этой станции — 12000 человек.